# Velivolo

Un velivolo è un particolare mezzo di trasporto aeromobile più pesante dell'aria, capace di volare utilizzando una componente della forza aerodinamica, detta portanza, generata grazie al moto relativo dell'aria lungo la superficie chiamata ala. Il termine "velivolo" è stato coniato da Gabriele D'Annunzio che per primo lo utilizzò nel romanzo Forse che sì forse che no: 
(Gabriele D'Annunzio, Forse che sì forse che no)

## Descrizione
Tecnicamente un velivolo può quindi essere definito, all'interno della classe degli aeromobili, come un'aerodina a sostentazione aerodinamica con organo sostentante (o superficie alare) fisso e sistema di propulsione propria.
Dal punto di vista della classificazione in base agli organi sostentatori, raramente viene fatto rientrare nella definizione di velivolo anche l'aliante, che è un'aerodina a superficie alare fissa, ma priva di capacità autonoma di propulsione, ciò è confermato dal punto di vista normativo dove vengano considerati velivoli solo l'aeroplano, l'idrovolante e l'anfibio.
Per questo motivo, gli elicotteri non sono a rigore dei velivoli, ma appartengono a un'altra categoria di aerodine: gli aerogiri. Non sono velivoli anche gli ornitotteri ad ala battente, quindi non fissa, e i deltaplani, che adottano l'ala Rogallo che è autogonfiante.
La portanza è creata dalla deviazione del flusso aerodinamico che comporta una differenza di pressione tra il ventre ed il dorso dell'ala e dipende principalmente dal quadrato della velocità, dall'angolo di inclinazione rispetto alla direzione del moto (angolo d'attacco), dalla densità dell'aria e dalla superficie dell'ala.
In volo orizzontale rettilineo uniforme la portanza è uguale e contraria alla forza peso. In generale i velivoli sono anche equipaggiati con comandi di volo primari e secondari atti a modificare la forma delle superfici di controllo al fine di creare momenti beccheggio, rollio, e/o imbardata, utili per definire un preciso assetto dell'aeromobile al fine di eseguire le rotte e le manovre pianificate in precedenza all'inizio della missione.

## Classi di velivoli

### Aeroplani
Un aeroplano, o nella sua forma contratta aereo, è un'aerodina ad ala fissa che viene propulsa dalla spinta di uno o più motori a reazione o uno o più motori a combustione interna che mettono in rotazione eliche. Gli aeroplani sono realizzati in un'ampia varietà di grandezze, forme e configurazioni alari. Tra le varie possibilità di impiego degli aeroplani sono comprese l'uso ricreativo, il trasporto di merci e persone, l'impiego militare e la ricerca scientifica.

### Idrovolanti
Un idrovolante è un'aerodina ad ala fissa in grado di decollare ed atterrare (ammarare) sull'acqua. Vengono realizzati con diverse soluzioni costruttive tra le quali le principali sono gli idrovolanti a galleggianti detti talvolta scarponi e gli idrovolanti a scafo centrale. Nel tempo si sono succeduti svariati progetti di velivoli con altre configurazioni pensate per operare sulle superfici liquide, ma non hanno superato lo stato di progetto o sono state realizzate in numero limitatissimo di esemplari.

### Anfibi
Un aereo anfibio è un aeroplano dotato di una fusoliera a tenuta d'acqua. In questo modo può operare sulle superfici liquide, ma a differenza degli idrovolanti, è dotato di carrello d'atterraggio, fisso o retrattile, integrato nella struttura dello scafo centrale. In questo modo un aereo anfibio è in grado di operare anche sugli aeroporti basati a terra. Normalmente i più grandi velivoli in grado di operare sull'acqua sono stati realizzati come aerei anfibi.

### Droni
Sono comunemente chiamati droni tutti i velivoli il cui volo è controllato da un pilota remoto o non controllato da pilota in tempo reale. I droni sono spesso dotati di telecamera per garantire la visuale al pilota.

## Galleria di velivoli

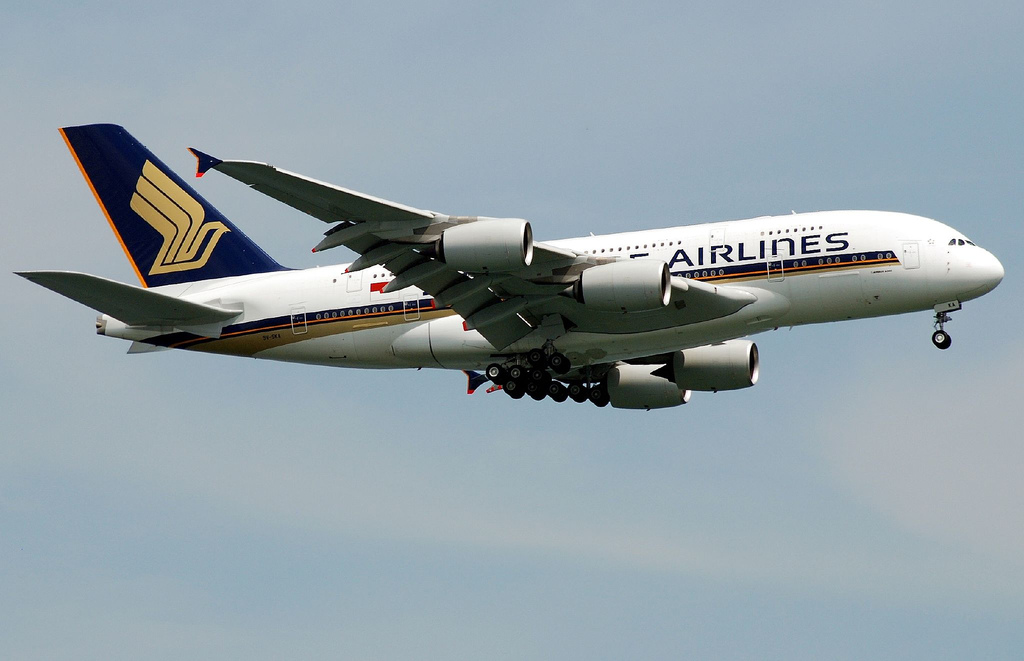
Airbus A380. L'aeroplano di linea più grande del mondo.
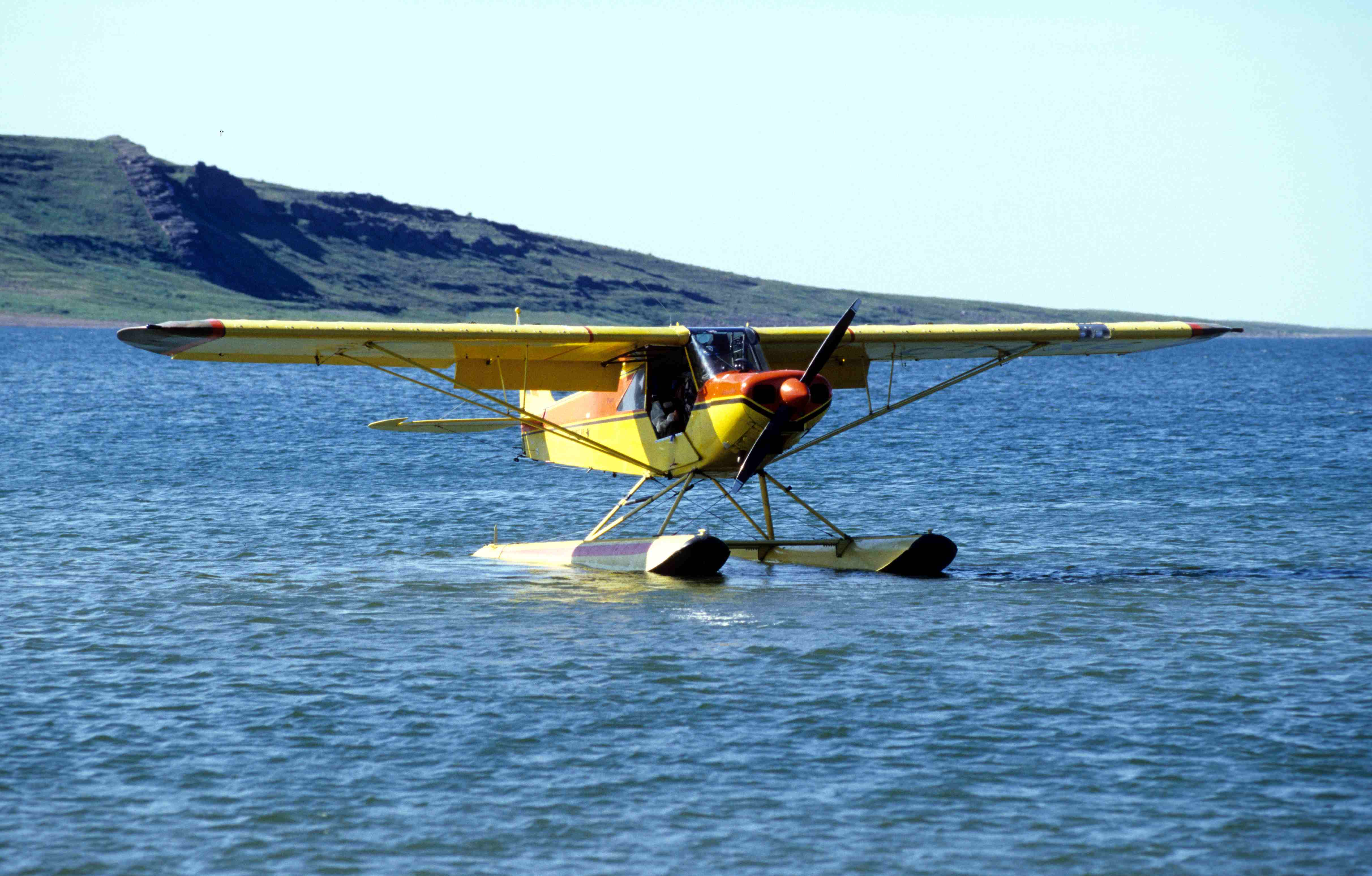
Un idrovolante Piper PA-18 Super Cub in acqua.
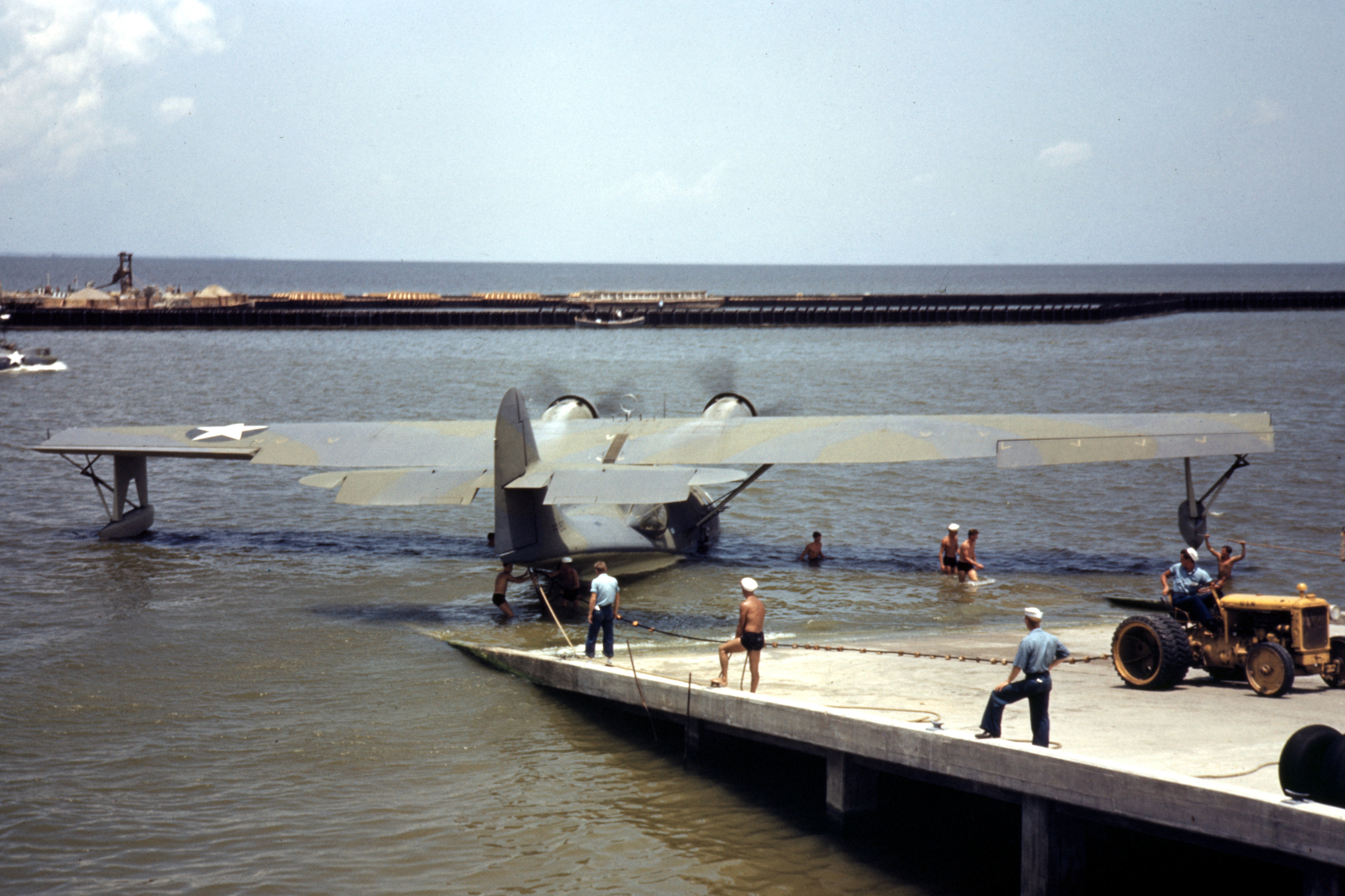
Un aereo anfibio Consolidated PBY Catalina mentre viene calato in acqua.